# Rodney Harmon
Rodney Harmon (* 16. August 1961 in Richmond, Virginia) ist ein ehemaliger US-amerikanischer Tennisspieler.

## Leben
Harmon studierte an der University of Tennessee und wurde zwei Mal in die Bestenauswahl All-American gewählt. Er gewann 1980 zusammen mit Mel Purcell die NCAA-Meisterschaften im Doppel. Zudem war er zweimal Meister der Southwestern Athletic Conference. Noch während seines Studiums nahm er an den US Open 1982 teil. Er erreichte nach Siegen über die favorisierten Brian Teacher und Eliot Teltscher das Viertelfinale, wo er dem späteren Turniersieger Jimmy Connors unterlag. Er war nach Arthur Ashe erst der zweite Afroamerikaner, der ins Viertelfinale der US Open vorgestoßen war. Er beendete sein Studium 1983 und wurde daraufhin Tennisprofi.
1984 stand er im Halbfinale der Queen’s Club Championships, im Jahr darauf gewann er in Nancy an der Seite von Marcel Freeman seinen einzigen Titel auf der ATP World Tour. Seine höchste Notierung in der Tennis-Weltrangliste erreichte er 1983 mit Position 56 im Einzel sowie 1985 mit Position 203 im Doppel.
Im Einzel war sein bestes Resultat bei einem Grand-Slam-Turnier die Viertelfinalteilnahme bei den US Open 1982. In der Doppelkonkurrenz erreichte er im Jahr darauf das Achtelfinale der US Open.
Nach dem Ende seiner Profikarriere arbeitete er als Tennistrainer an der University of Miami. Seit 2002 leitet er bei der United States Tennis Association (USTA) die Nachwuchsabteilung.

## Turniersiege
| Legende                       |
| Grand Slam                    |
| Tennis Masters Cup            |
| ATP Masters Series            |
| ATP International Series Gold |
| ATP International Series (1)  |

### Doppel (1)
| Nr. | Datum | Turnier | Belag     | Partner        | Finalgegner                      | Ergebnis |
| --- | ----- | ------- | --------- | -------------- | -------------------------------- | -------- |
| 1.  | 1985  | Nancy   | Hartplatz | Marcel Freeman | Jaroslav Navrátil Jonas Svensson | 6:4, 7:6 |